# 万发贯
万发贯（1915年—2003年），男，江西南昌人，中国电子学专家，曾任南昌大学教授、华中工学院教授。